# Provincia di Sukhothai
La provincia di Sukhothai (in thailandese จังหวัดสุโขทัย, Changwat Sukhothai) è in Thailandia e fa parte del gruppo regionale della Thailandia del Nord. Si estende per 6.596 km² e a tutto il 2020 aveva 587 883 abitanti. Il capoluogo è il distretto di Mueang Sukhothai, dove si trova la città principale Sukhothai.

## Geografia antropica

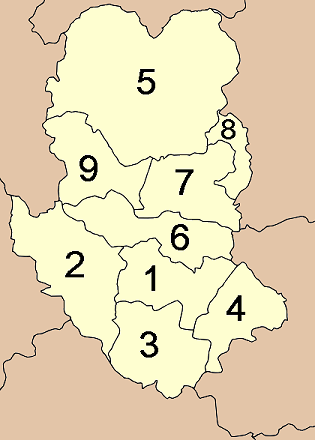
Mappa degli Amphoe

La provincia è suddivisa in 9 distretti (amphoe). Questi a loro volta sono suddivisi in 86 comuni (tambon) e 782 villaggi (muban).
| 1. Mueang Sukhothai 2. Ban Dan Lan Hoi 3. Khiri Mat 4. Kong Krailat 5. Si Satchanalai 6. Si Samrong 7. Sawankhalok 8. Si Nakhon 9. Thung Saliam |

### Amministrazioni comunali
A tutto il 2020, non vi era alcun comune della provincia con lo status di città maggiore (thesaban nakhon), i tre comuni che rientravano tra le città minori (thesaban mueang) erano Sukhothai (con 14 045 residenti), Sawankhalok (15 465) e Si Satchanalai (15 097). La più popolata tra le municipalità di sottodistretto (thesaban tambon) era Ban Kluai, con 16 128 residenti.